# Westinghouse Electric Corporation
A Westinghouse Electric Corporation é uma organização fundada por George Westinghouse em 1886 como Westinghouse Electric & Manufacturing Company. A companhia comprou a CBS em 1995 e foi renomeada para CBS Corporation em 1997.

## Produtos e história
- Geração de energia: A empresa foi pioneira na indústria de geração de energia[2] e nos campos de transmissão de energia de longa distância e transmissão de corrente alternada de alta tensão
- Vapor Turbine Generator: O primeiro gerador de vapor comercial impulsionado, uma unidade de 1 500 kW, começou a operação em Hartford Electric Light Co. em 1901. A máquina, apelidada de Mary-Ann, foi o primeiro gerador de turbina a vapor a ser instalado por uma concessionária de energia elétrica para gerar eletricidade nos Estados Unidos. George Westinghouse baseou seu projeto original de turbina a vapor em projetos licenciados do inventor inglês Charles Parsons. Hoje, uma grande proporção de geradores de turbina a vapor operando em todo o mundo, variando em unidades tão grandes quanto 1 500 MW (ou 1 000 vezes a unidade original de 1901) foi fornecida pela Westinghouse de suas fábricas em Lester, Pensilvânia; Charlotte, Carolina do Norte; ou Hamilton, Ont. ou foram construídos no exterior sob licença Westinghouse. Os principais licenciados da Westinghouse ou parceiros de joint venture incluem a Mitsubishi Heavy Industries do Japão e a Harbin Turbine Co. e a Shanghai Electric Co. da China.
- Pesquisa: a Westinghouse tinha 50 000 funcionários em 1900 e estabeleceu um departamento formal de pesquisa e desenvolvimento em 1906. Enquanto a empresa estava se expandindo, enfrentaria dificuldades financeiras internas. Durante o Pânico de 1907, o Conselho de Administração forçou George Westinghouse a tirar uma licença de seis meses. Westinghouse aposentou-se oficialmente em 1909 e morreu vários anos depois, em 1914.

- Tecnologia Elétrica: Sob nova liderança, a Westinghouse Electric diversificou suas atividades de negócios em tecnologia elétrica. Adquiriu a Copeman Electric Stove Company em 1914 e a Pittsburgh High Voltage Insulator Company em 1921. A Westinghouse também se mudou para a radiodifusão ao estabelecer a KDKA de Pittsburgh, a primeira estação de rádio comercial, e a WBZ em Springfield, Massachusetts, em 1921. A Westinghouse expandiu-se para o negócio de elevadores, fundando a Westinghouse Elevator Company em 1928; vendeu seu negócio de elevadores para o Grupo Schindler (formando a Schindler Elevator Corporation) em 1989. Ao longo da década, a diversificação gerou um crescimento considerável; as vendas passaram de US$ 43 milhões em 1914 para US$ 216 milhões em 1929.[3]
- Aviação: Westinghouse produziu o primeiro turbojato operacional americano para o programa da Marinha dos Estados Unidos em 1943. Depois de muitos sucessos, o projeto Westinghouse J40 malfadado, iniciado logo após a Segunda Guerra Mundial, foi abandonado em 1955 e levou a Westinghouse a abandonar o negócio de motores de aeronaves com o fechamento da Westinghouse Aviation Gas Turbine Division (Kansas City) em 1960.
- Turbinas a gás: Durante o final dos anos 1940, a Westinghouse aplicou sua tecnologia e experiência em turbinas a gás de aviação para desenvolver sua primeira turbina a gás industrial. Um modelo W21 de 2 000 cavalos foi instalado em 1948 na estação de compressão de gás do Rio Mississippi Fuel Corp em Wilmar, Arkansas. Este foi o início de uma história de 50 anos de desenvolvimento de turbinas a gás industriais e utilitárias Westinghouse, antes da venda pela Westinghouse do negócio de geração de energia para a Siemens, AG em 1998. Evolução do pequeno vapor e gás A Divisão de Turbinas foi formada no início dos anos 1950, a Westinghouse Combustion Turbine Systems Division estava localizada em Concordville, Pensilvânia, perto da Filadélfia e da antiga fábrica de Lester, Pensilvânia, até que foi realocada para a sede da Geração de Energia em Orlando, Flórida, em 1987.[4][5]

- Nuclear: Como resultado de sua participação no programa militar do governo dos Estados Unidos para aplicações de energia nuclear (por exemplo, a Marinha Nuclear), a Westinghouse foi fundamental no desenvolvimento e comercialização de sistemas de energia nuclear para geração de energia elétrica. Essa empresa atualmente opera como Westinghouse Electric Company e é propriedade da Brookfield Business Partners do Canadá. Electricite de France (EDF), um importante player global no negócio de energia nuclear, foi licenciada de longa data da tecnologia nuclear Westinghouse.

- Motores Industriais: Outros produtos industriais importantes no amplo portfólio da Westinghouse incluem motores elétricos de todos os tamanhos, elevadores e escadas rolantes, controles e iluminação. A Large Motor Division, antes sediada em Buffalo, NY, fez uma joint venture com a Taiwan Electric Co. (TECO) na década de 1970 e hoje opera como TECO-Westinghouse. Muitos dos equipamentos de alta tensão da Westinghouse foram vendidos para a ABB em 1989 e renomeados como ABB Power T&D Company.[6][7]

- Ferrovias: a Westinghouse Transportation Division (est. 1894) forneceu equipamentos e controles para muitas linhas interurbanas e de bonde da América do Norte, o San Francisco Bay Area Rapid Transit (BART), Washington, D.C. METRO (WMATA), New York City Subway (NYCT) equipamento da era da década de 1890 elevado ao R68A em 1988, entre muitos outros sistemas ferroviários pesados e de trânsito ferroviário e locomotivas construídas, muitas vezes em parceria com Baldwin, Lima-Hamilton, bem como fornecimento de equipamentos elétricos e de tração para locomotivas a diesel Fairbanks-Morse. A divisão projetou e construiu Automated People Movers (APMs) em vários aeroportos dos Estados Unidos, incluindo Tampa, Dallas-Ft. Worth e Orlando. A Divisão de Transporte foi vendida para a AEG da Alemanha (1988), que se fundiu em uma joint venture da ABB e da Daimler Benz chamada AdTranz em 1996. No final das contas, a unidade foi adquirida pela Bombardier do Canadá em 2001 e ainda está sediada em Pittsburgh.[8]

- Produtos elétricos: Westinghouse também foi líder no design e fabricação de produtos elétricos domésticos, incluindo rádios, televisores e outros equipamentos de áudio / vídeo, e pequenos e grandes aparelhos elétricos de todos os tipos, de secadores de cabelo e ferros elétricos a lavadoras de roupa e secadores, refrigeradores e unidades de ar condicionado. Por muitos anos, Westinghouse foi um nome familiar familiar e uma marca favorita. Depois de mais de 50 anos, e depois de jogar como um forte número 2 para rivalizar com a General Electric na maior parte do tempo, a Westinghouse decidiu sair do negócio de eletrodomésticos em meados da década de 1970. A White-Westinghouse foi formada quando a White Consolidated adquiriu a unidade de eletrodomésticos Westinghouse em 1975.

- Feira Mundial: Eles também participaram da Feira Mundial de St. Louis em 1904. Eles patrocinaram a Westinghouse Auditório na feira, onde eles mostraram filmes que documentam produtos Westinghouse e plantas da empresa. Westinghouse foi um dos patrocinadores e expositores originais da atração EPCOT do Walt Disney World em Orlando, Flórida.[9]

## Patentes
Durante o século XX, os engenheiros e cientistas da Westinghouse receberam mais de 28 000 patentes do governo dos Estados Unidos, a terceira maior marca do que qualquer empresa.